# 辰巳新橋
辰巳新橋（たつみしんばし）は、新中川に架かる橋のひとつで、東岸の東京都江戸川区南小岩六丁目と西岸の上一色二丁目を結ぶ。

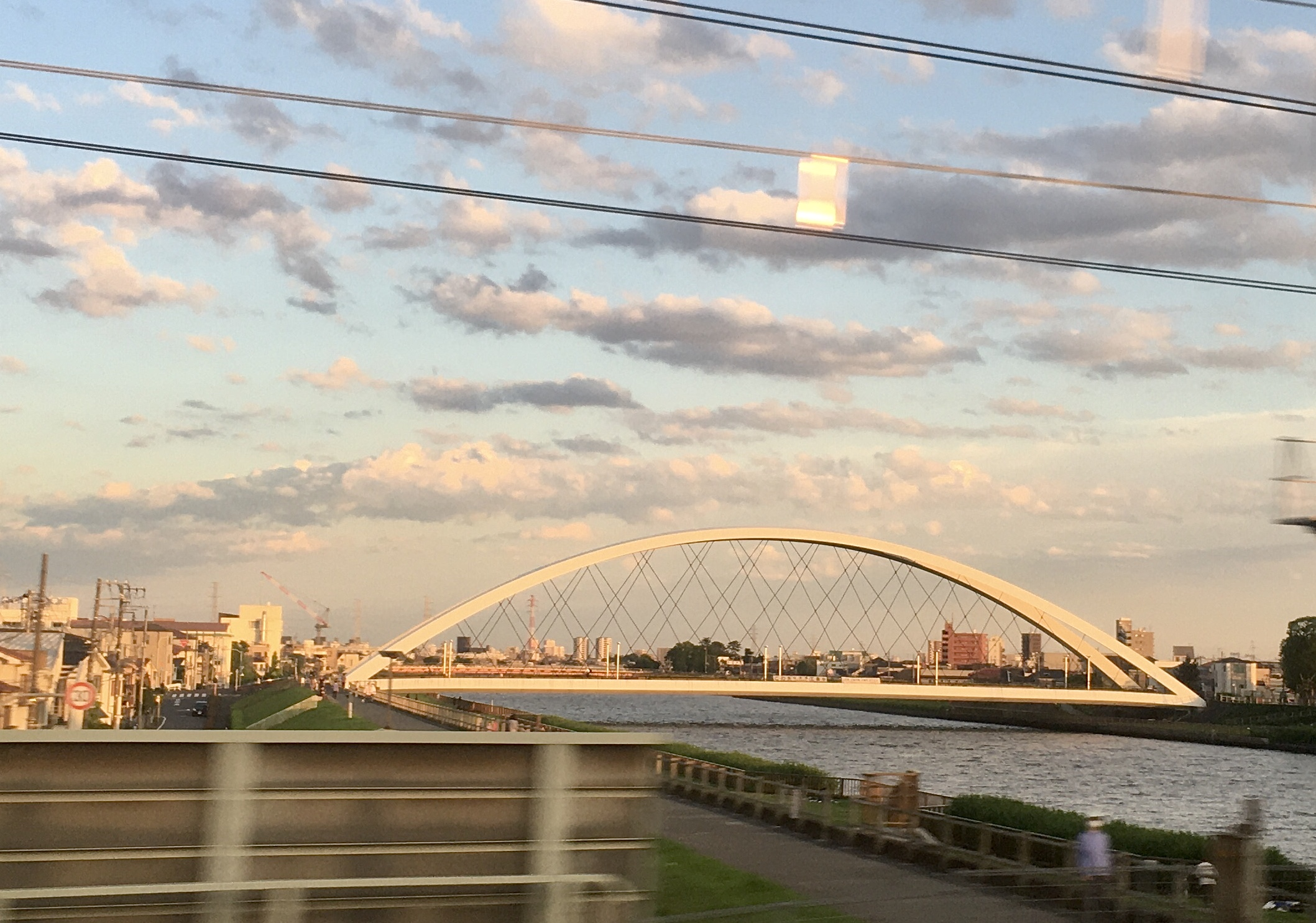
辰巳新橋

## 歴史
新中川開削工事に伴い、1956年（昭和31年）に架橋。当時の橋は歩道がなく車両と歩行者が共用していたが、交通量の増大により1968年（昭和43年）歩道が増設された。
その後も交通量の増大、橋の老朽化、幅員が狭いことから江戸川区の新中川橋梁整備計画の第二弾として1993年（平成5年）現在の橋に架け替えられた。

## 諸元

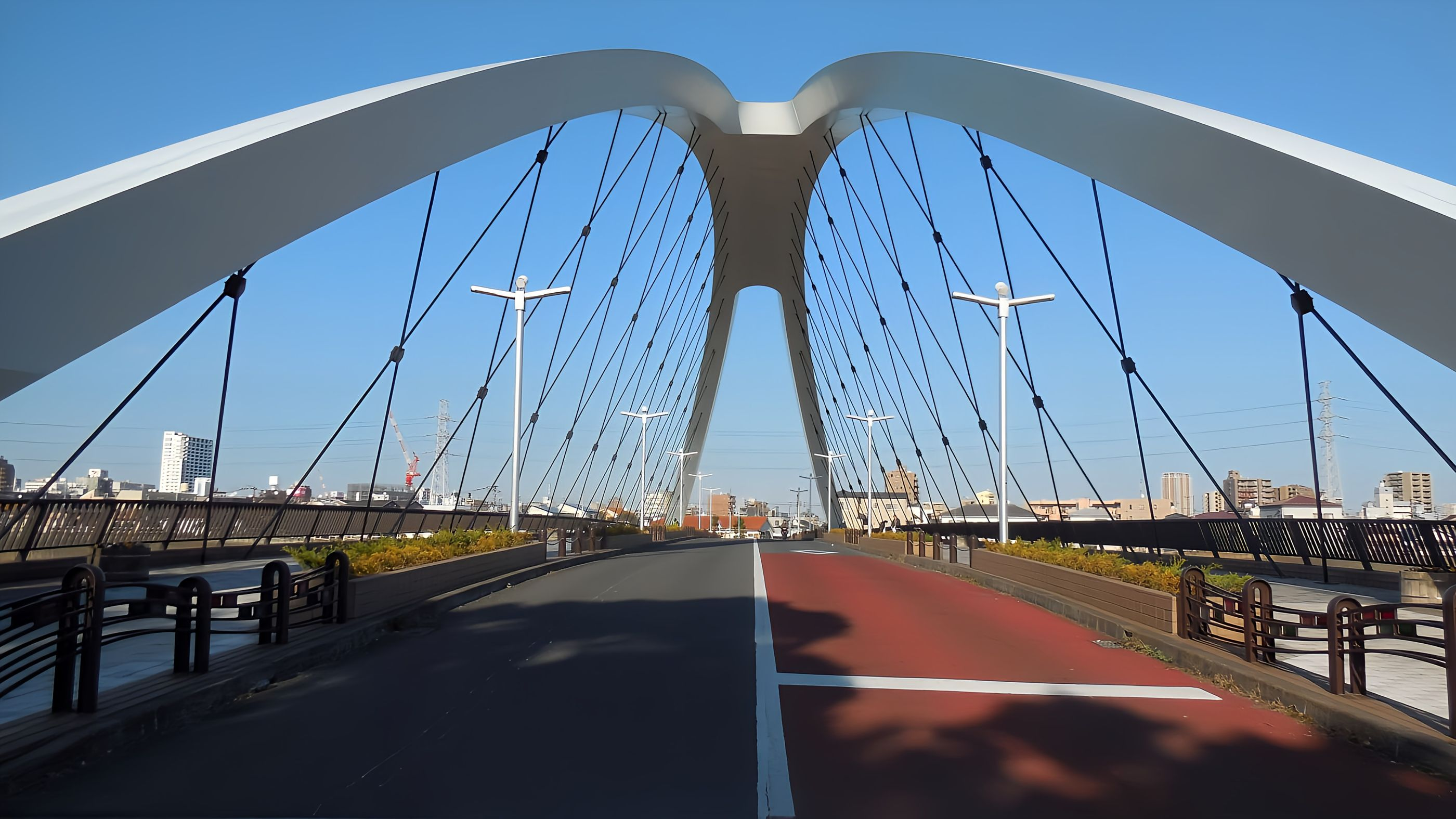
辰巳新橋の特徴的なアーチ構造

- 形式 – バスケットハンドル型ニールセンローゼ橋
- 橋長 – 120.3 m[1]
- 最大支間長 – 118.8 m
- 幅員 – 15 m（車道：7.0 m　歩道：4 m×2）
- 鋼重 – 1598 t
- 着工 – 1990年（平成2年）
- 竣工 – 1993年（平成5年）[1]
- 工事主体 – 江戸川区
- 橋梁設計 – 株式会社高島テクノロジーセンター
- 橋桁製作・施工 – 株式会社宮地鐵工所

## デザイン
「街との語らい」を基本テーマに小岩地域のランドマークとして上流部の拠点に相応しく、人々が集う場所として軽快な印象を与え、水辺を包み込むようなイメージになるようアーチをモチーフに軽快さを演出されたものとなっている。

## 景観
沿川流域や遠方からも緩やかなアーチが一際目立ち、街並みにとけこんでいる。時折、橋を訪れた人が写真撮影をする光景もみられる。
夜間は橋がライトアップされ美しい夜景が演出されていたが、現在は電力節約のためライトアップはされていない。

## 特色
広い歩道には植栽やベンチが設置され、四季折々の草花を楽しめるほか、夏季には夕涼みや江戸川の花火見物、また土手を散策する人々の憩いの場ともなっている。
テレビドラマのTBS系「ビューティフルライフ」、「白い影」やフジテレビ系「ドク」「マルモのおきて」等数々ロケにも使用されている。

## 周辺
- JR総武本線小岩駅
- 下小岩第二小学校
- 上一色コミュニティセンター
- 江戸川上一色郵便局

## 隣の橋
- 新中川

（上流） - 上一色中橋 - 中川放水路橋梁（総武本線） - 辰巳新橋 - 小岩大橋 - 松本橋 - （下流）